# Силин-Бекчурин, Алексей Иванович
Алексей Иванович Силин-Бекчурин (1900—1971) — учёный-геолог, гидрогеолог, доктор геолого-минералогических наук (1947), лауреат премии имени Ф. П. Саваренского (1968).

## Биография
Родился 8 декабря 1900 года в семье агронома.
В 1917 году — окончил реальное училище и поступил в Томский технологический институт.
В 1919 году служил в рядах Красной Армии в качестве авиационного механика, откуда был командирован в Свердловский горный институт для завершения образования, в 1920 году — переведен в Московскую горную академию, которую окончил в 1927 году, получив звание горного инженера.
С 1927 по 1929 годы — начальник гидрогеологической партии от Бальнеологического института на Кавказских Минеральных Водах.
С 1929 по 1935 годы — заведующий гидрогеологическим отделом Центрального института курортологии.
С 1935 по 1937 годы — ученый специалист Геологического института АН СССР.
С 1937 по 1938 годы — старший инженер и гидрогеолог Куйбышевскогб гидроузла.
С 1938 по 1940 годы — старший научный сотрудник ИГН АН СССР.
С 1940 по 1945 годы — старший научный сотрудник ВСЕГИНГЕО.
С 1945 по 1953 годы — старший научный сотрудник лаборатории гидрогеологических проблем АН СССР.
В 1947 году — защитил докторскую диссертацию.
С 1953 года и до конца жизни работал в звании профессора на кафедре гидрогеологии геологического факультета МГУ (читал курс «Динамика подземных вод»).
Умер 3 декабря 1971 года в Москве, похоронен на Востряковском кладбище.

## Научная деятельность
Автор более 100 научных работ по региональной гидрогеологии, динамике подземных вод, нефтяной гидрогеологии, гидрогеохимии и другим.
Ввел новые понятия и определения, которые стали общепринятыми у специалистов-гидрогеологов: «гидрогеологические окна», «приведенные напоры». Эти понятия сыграли большую роль в изучении движения подземных вод различной степени минерализации, что позволило с правильных научных позиций подойти к изучению динамики вод в глубоких частях стратисферы.
Открыл куполообразное залегание минерализованных вод под долинами крупных рек и дал гидродинамическое объяснение этого явления; осветил основные вопросы гидрогеологических исследований для решения практических задач народного хозяйства — водоснабжения, орошения и осушения; изучил условия прорыва подземных вод в нефтяных залежах при их эксплуатации.
Исследовал влияние метаморфизации минеральных вод, от типа акратотерм до углекисло-щелочных в пределах Тункинской котловины, установил генезис минерализованных вод в условиях вечной мерзлоты, в районе Дарасун; выполнил региональные гидрогеологические исследования по Прибалтике и Уралу, в процессе которых осветил вопросы гидрохимической зональности и условий формирования подземных вод приморской части севера Русской платформы, а также северо-востока европейской части СССР и Западного Урала.
В 1957—1958 годах по линии ЮНЕСКО посетил и изучил аридные зоны Марокко, Алжира, Туниса, ОАР, а также Францию, Пакистан, Индию.
Член секции гидрогеологии Национального комитета советских геологов, Международной ассоциации гидрогеологов (1968), ведомственных и правительственных комиссий по Каракумскому каналу, Куйбышевскому и Волгоградскому гидроузлам, оценке минеральных вод курортов СССР, каналам Москва-Волга, Курской магнитной аномалии, минеральным водам Забайкалья, Урала и Кавказа, нефтеносным районам Второго Баку.

## Награды
- Премия имени Ф. П. Саваренского (1968) — за монографию «Подземные воды Северной Африки», издание 1962 года